# TV Eye:1977 ライヴ
『TV Eye：1977 ライヴ』 (TV Eye Live 1977)は、1978年にリリースされたイギー・ポップのライヴ・アルバム。本作を以って1970年代のイギーとデヴィッド・ボウイのコラボレーションは終了する。

## プロダクション

### 経緯
イギーは1977年に『イディオット』『ラスト・フォー・ライフ』とアルバム2枚をリリースし、いずれも商業面、批評面の両面で高い成果を挙げたが、アメリカに限っては『ラスト・フォー・ライフ』が所属レコード会社のRCAレコードによって不当な扱いを受けたことに不満を募らせていた。RCAレコードとは3枚のアルバムを制作するという契約を締結していたが、既にRCAレコードから離れたかったイギーは、先の2枚のアルバムリリースに伴うツアーの音源がそれなりの量になっていることに目をつけ、これらの音源を取りまとめて「3枚目のアルバム」、つまり新たにスタジオ・アルバムを作る手間なく契約を終了させるためのアルバムを制作することを思いつき、RCAレコードに申請して90,000ドルの経費を受け取ると、制作に取り掛かった。

### レコーディング
本作で使用されているライブ音源は、『イディオット』ツアー及び『ラスト・フォー・ライフ』ツアーでサウンドボード録音されたものが使用されている。イギーは先の2作で使用したハンザ・スタジオでエンジニアのエドゥアルド・マイヤーに指示して各音源をブラッシュアップし、これをマスターとしてRCAレコードに渡した。製作にかかった経費は5,000ドルと言われている。

## リリース

### オリジナル版
本作は1978年5月にリリースされた。チャートアクションは鈍く、ビルボード200にも全英アルバムチャートにも登場していない。
日本では『TV・アイ｜イギー・ポップ・ライブ』というタイトルでリリースされた。

### リマスター版
日本ではSHM-CD向けにデジタルリマスターされたリミックス版が2014年10月29日に数量限定でリリースされている。この時、邦題が原題に近いものに変更された。

その後、ヨーロッパでも2017年6月2日にリイシューされたアナログ盤にリマスター及びリミックスが施されている。
2020年5月29日に1970年代のイギーとボウイとのコラボレーション作品をまとめた7枚組のボックスセット『1977 - ボウイ・イヤーズ 7CD ボックス･エディション』がリリースされた。ここに『イディオット』『ラスト・フォー・ライフ』に加え、本作のリマスター盤も収録されている。

## リリースに伴うツアー
本作リリース後に、イギーは当時のデトロイトロックシーンの中心的存在だったソニックス・ランデヴー・バンドに声をかけ、本作のプロモーションを名目としたツアーのバックバンドを務めて欲しいと依頼した。スコット・モーガンを除くメンバーは了承し、ヨーロッパツアーが実施された。イギーにはツアー後もこのコラボレーションを継続して、『イディオット』とも『ラスト・フォー・ライフ』とも異なるギターロックを指向した作品を制作する構想があったが、バンドの中心人物フレッド・スミスは、イギーが前面に出たツアープロモーションに不満を持ち、またアルバム製作に関しても単なるバックバンドとして扱われるなら了承できないと断ったため、1ヶ月程度のツアーが終了するとともに、両者のコラボレーションも終了した。

## 評価
| 専門評論家によるレビュー     | 専門評論家によるレビュー |
| レビュー・スコア             | レビュー・スコア         |
| 出典                         | 評価                     |
| ---------------------------- | ------------------------ |
| オールミュージック           | [ 1 ]                    |
| クリストガウ・レコードガイド | C+                       |

オールミュージックではマーク・デミングが「海賊盤よりは高品質だが、低評価を覚悟の上でわざわざリリースするほどの作品ではない。完璧を期すコレクター向けの作品。」といった主旨の評価を下し、クリストガウ・レコードガイドではロバート・クリストガウが「筆者を怒らせた作品だからといって、評価点をつけられないわけではない。」とやはり低評価を下している。また、イギーの伝記作家、ポール・トリンカも「『キル・シティ』の方が正規盤に相応しく聞こえる。」といった主旨の評価を下している。

イギー自身も本作を「RCAレコードとの契約を終わらせるために制作した作品」であり、急ごしらえであるために完成度が低いことを認めている。
このように低評価が目立つ本作だが、ボウイがキーボードとバッキング・ヴォーカルを担当した『イディオット』ツアーの正規音源は貴重で、ボックスセット『1977 - ボウイ・イヤーズ 7CD ボックス･エディション』リリースまで、明確に正規音源と呼べる作品は本作以外にリリースされていなかった。

## 収録曲
1. T.V. アイ (イギー・ポップ, ロン・アシュトン, スコット・アシュトン, デイヴ・アレクサンダー（英語版）) - アゴラ・シアター・アンド・ボールルーム
2. ファンタイム（英語版） (イギー・ポップ, デヴィッド・ボウイ) - アゴラ・シアター・アンド・ボールルーム
3. シックスティーン (イギー・ポップ) - アップタウン・シアター
4. アイ・ガット・ア・ライト (イギー・ポップ, ジェームズ・ウィリアムソン) - アップタウン・シアター
5. ラスト・フォー・ライフ（英語版） (イギー・ポップ, デヴィッド・ボウイ) - アップタウン・シアター
6. ダート (イギー・ポップ, ロン・アシュトン, スコット・アシュトン, デイヴ・アレクサンダー) - アゴラ・シアター・アンド・ボールルーム
7. ナイトクラビング（英語版） (イギー・ポップ, デヴィッド・ボウイ) - アップタウン・シアター
8. アイ・ワナ・ビー・ユア・ドッグ（英語版） (イギー・ポップ, ロン・アシュトン, スコット・アシュトン, デイヴ・アレクサンダー) - アラゴン・ボールルーム

## 参加メンバー[12]
- イギー・ポップ – ヴォーカル
- デヴィッド・ボウイ – ピアノ, シンセサイザー (収録曲中 1, 2, 6, 8に参加)
- リッキー・ガードナー（英語版） – ギター (収録曲中 1, 2, 6, 8に参加)
- ステイシー・ヘイドン[13] – ギター (収録曲中 3, 4, 5, 7に参加)
- スコット・サーストン（英語版） – ギター, ピアノ, ハーモニカ, シンセサイザー (収録曲中 3, 4, 5, 7に参加)
- トニー・セイルズ（英語版） – ベース
- ハント・セイルズ（英語版） – ドラムス

### 制作スタッフ
- エドゥアルド・マイヤー – レコーディング・エンジニア
- バーニー・ウォン – カヴァーアート